# Sergio Cusani
Sergio Cusani (Napoli, 4 agosto 1948) è un ex dirigente d'azienda italiano.

## Biografia

### Consulente finanziario
Figlio dell'importante industriale del rame Gabriele Cusani che aveva creato nel dopoguerra la Metalrame SpA e che lo volle alla Università Bocconi di Milano, dove Sergio svolse militanza politica nel Movimento Studentesco collocandosi nelle correnti di estrema sinistra del Movimento Lavoratori per il Socialismo. Per continuare a svolgere militanza all'università non presentò mai la tesi di laurea e così rimase a tutti gli effetti interno alla Bocconi. Fu imputato per oltraggio a pubblico ufficiale e poi assolto per insufficienza di prove nel processo per l'omicidio di Roberto Franceschi. 
Nel 1973 finita l'epoca del Movimento Studentesco e dopo la nascita del figlio Luca, Cusani, bisognoso di lavorare, si rivolse a suo padre che lo affidò al famoso agente di borsa Aldo Ravelli che era stato per decenni il Commissionario di Borsa della Metalrame SpA per l'acquisto sulle borse mondiali dei lingotti di rame dalla cui trasformazione industriale si producevano fili, trecce, trolley, barre etc. per l'ENEL e le Ferrovie dello Stato. Fu Ravelli che assegnò a Sergio Cusani il compito di esaminare i bilanci di varie aziende importanti per scoprire cosa nascondevano nelle pieghe. Durante gli anni di "studio" da Ravelli, Cusani iniziò anche ad operare come immobiliarista con la IMOFIN SpA con ottimi risultati economici culminati con la vendita del Pirellone alla Regione Lombardia. 
Quando si sentì forte della capacità di leggere i bilanci, cominciò ad acquistare 1 azione di grandi Società presentandosi alle assemblee annuali di bilancio e sollevando chiarimenti che misero in difficoltà molti grandi industriali e fecero diventare Sergio Cusani il leader dei piccoli azionisti che da queste "operazioni nascoste" sarebbero stati svantaggiati. In una di queste assemblee fu avvicinato dall'industriale ravennate Serafino Ferruzzi, che gli chiese se voleva collaborare con lui dato che doveva acquistare continuamente Società importanti e voleva sapere cosa "nascondevano". Così divenne consulente prima del fondatore della Ferruzzi e, dopo la sua morte improvvisa (precipitò con l'aereo privato a Ravenna durante l'atterraggio), con il genero Raul Gardini e infine con Carlo Sama, principale collaboratore di Gardini.
La sua fama deriva dalla vicenda delle tangenti Enimont, pagate dall'imprenditore Raul Gardini a numerosi esponenti politici in seguito alla vendita dell'azienda. La "madre di tutte le tangenti", come fu definita, ammontava a circa 150 miliardi di lire, dati da Montedison per favorire il burrascoso divorzio da Eni dopo il fallimento della joint venture.
Raul Gardini voleva uscire da Enimont, in fretta e con una supervalutazione delle sue azioni; per farlo, secondo l'accusa, occorreva pagare i partiti e Gardini incaricò Sergio Cusani di reperire i fondi necessari, ovviamente "in nero". A Cusani viene in mente il "personaggio dalla liquidità spaventosa" che aveva già fatto affari nel settore immobiliare con la Ferruzzi e con la Montedison ai tempi di Serafino: Domenico Bonifaci. All'immobiliarista romano venne chiesto di acquistare la società Sviluppo Linate con una complessa operazione, in cui 60 miliardi furono anticipati dalla stessa Montedison. Bonifaci accettò e pagò in nero: parte in contanti e parte in CCT, dei quali compilò un minuzioso elenco, rivelatosi preziosissimo poi per gli inquirenti quando si trattò di capire dove fossero andati a finire quei soldi. Una parte dei CCT venne portata in Vaticano presso la banca privata IOR che la trasformò in contanti.
Dopo l'inizio delle inchieste di Tangentopoli, Cusani comprese che si avvicinava il momento dell'arresto e liquidò la società di consulenza per dedicarsi alla propria difesa: questa si incentrò su un ostinato esercizio della facoltà di non rispondere al di fuori dello stretto indispensabile per difendere la memoria del suo mentore Gardini, nel frattempo suicidatosi (23 luglio 1993).

### Il processo Enimont

Sergio Cusani imputato nel processo Enimont con il suo avvocato Giuliano Spazzali

Il processo Enimont, tenutosi presso il tribunale di Milano e presieduto dal giudice Giuseppe Tarantola, si svolse in dibattimento dopo la richiesta di giudizio immediato e anticipò tutti gli assai meno noti processi dell'epoca di Tangentopoli. Il processo vide Antonio Di Pietro accusare Cusani e interrogare molti politici italiani in veste di testimoni o di imputati di reato connesso. Tra questi il già citato Craxi, Arnaldo Forlani, esponenti della Lega Lombarda tra cui Bossi e Patelli, poi espulso, e del Partito Repubblicano Italiano. 
Il processo ebbe un grande seguito da parte della stampa e vide la condanna di Cusani a 5 anni e 10 mesi di reclusione. Cusani fu difeso dall'avvocato Giuliano Spazzali, ex membro del Soccorso Rosso Militante, che fu soprannominato "l'anti-Di Pietro". 
In tutto rimase in cella quattro anni: tra i molti protagonisti della vicenda Enimont è quello che scontò la pena più pesante. Dall'ottobre 1998 ottenne l'affidamento in prova ai Servizi Sociali, iniziando a lavorare per l'"Associazione Liberi"; il 30 marzo 2001 finì di scontare la sua pena. Già nel corso del processo di primo grado aveva restituito 35 miliardi di lire mentre Bonifaci, in sede di patteggiamento per il reato di falso in bilancio, restituì 54 miliardi di lire, evitando così il processo pubblico sui fondi neri ENI Montedison.

### L'attività di recupero
È impegnato in progetti di recupero per detenuti presso l'Agenzia di solidarietà per il lavoro Agesol e di finanza etica in collaborazione con gli istituti di pena ed ex compagni di detenzione. Nel 2000 con Sergio Segio ha lanciato e organizzato una grande campagna per l'indulto e l'amnistia in occasione del Giubileo del 2000 e per la riforma penitenziaria, con il progetto "Piccolo piano Marshall per le carceri".

### Sentenza di riabilitazione
Il 9 luglio del 2009 il tribunale di sorveglianza di Milano ha dichiarato "riabilitato Cusani Sergio da ogni incapacità ed effetto penale derivanti dalle precedenti condanne".